# خط هانزومون
خط هانزومون (به ژاپنی: 東京地下鉄半蔵門線 Tōkyō Chikatetsu Hanzōmon-sen) یکی از خطوط متروی توکیو است. این خط از ایستگاه شیبویا، واقع در شیبویا شروع شده و به ایستگاه اوشی‌آگه (押上駅 Oshiage-eki) واقع در منطقهٔ سومیدا خاتمه می‌یابد. در حال حاضر این مسیر دارای ۱۴ ایستگاه می‌باشد. علامت مشخص کنندهٔ این خط به شکل  می‌باشد.

## نگارخانه

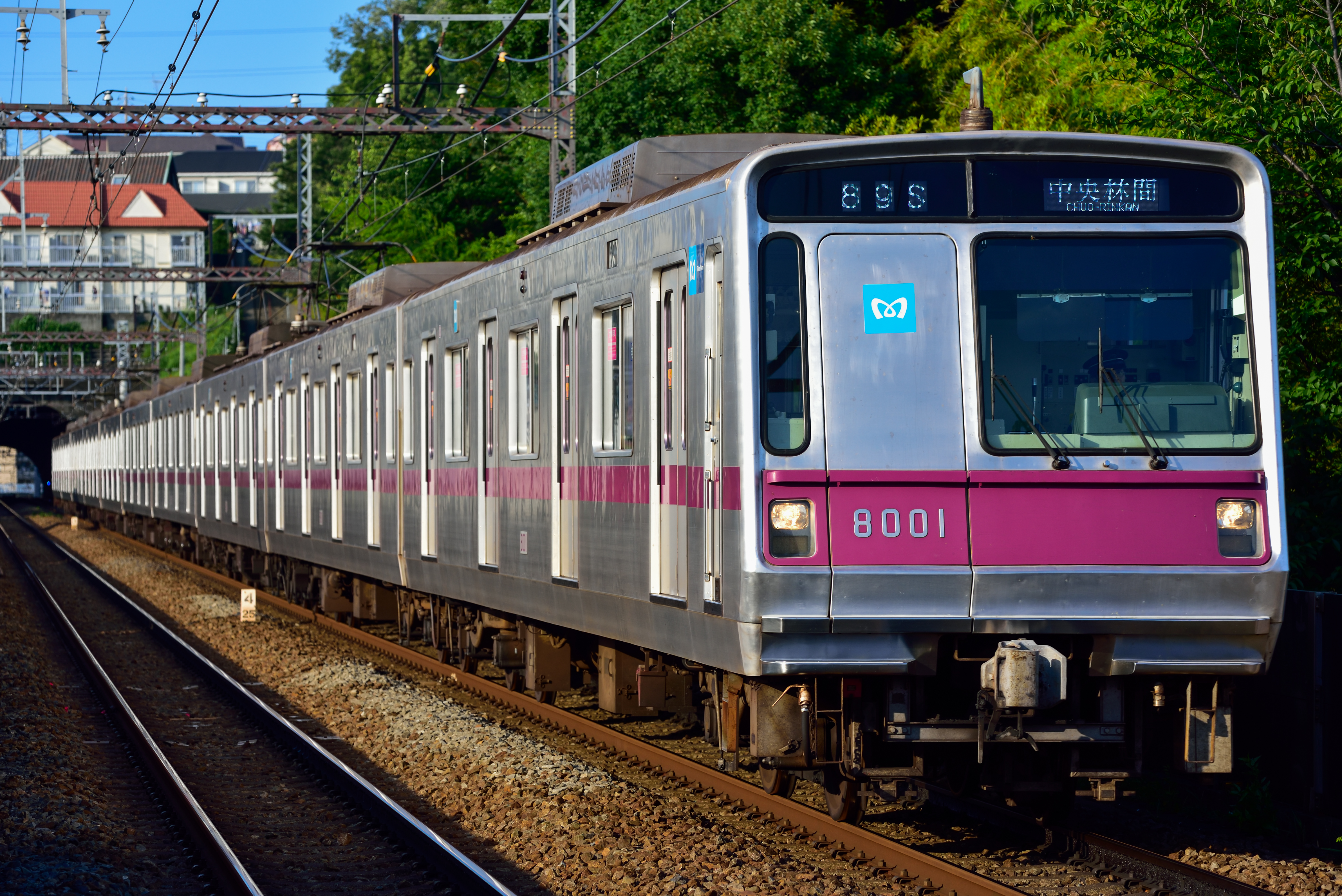
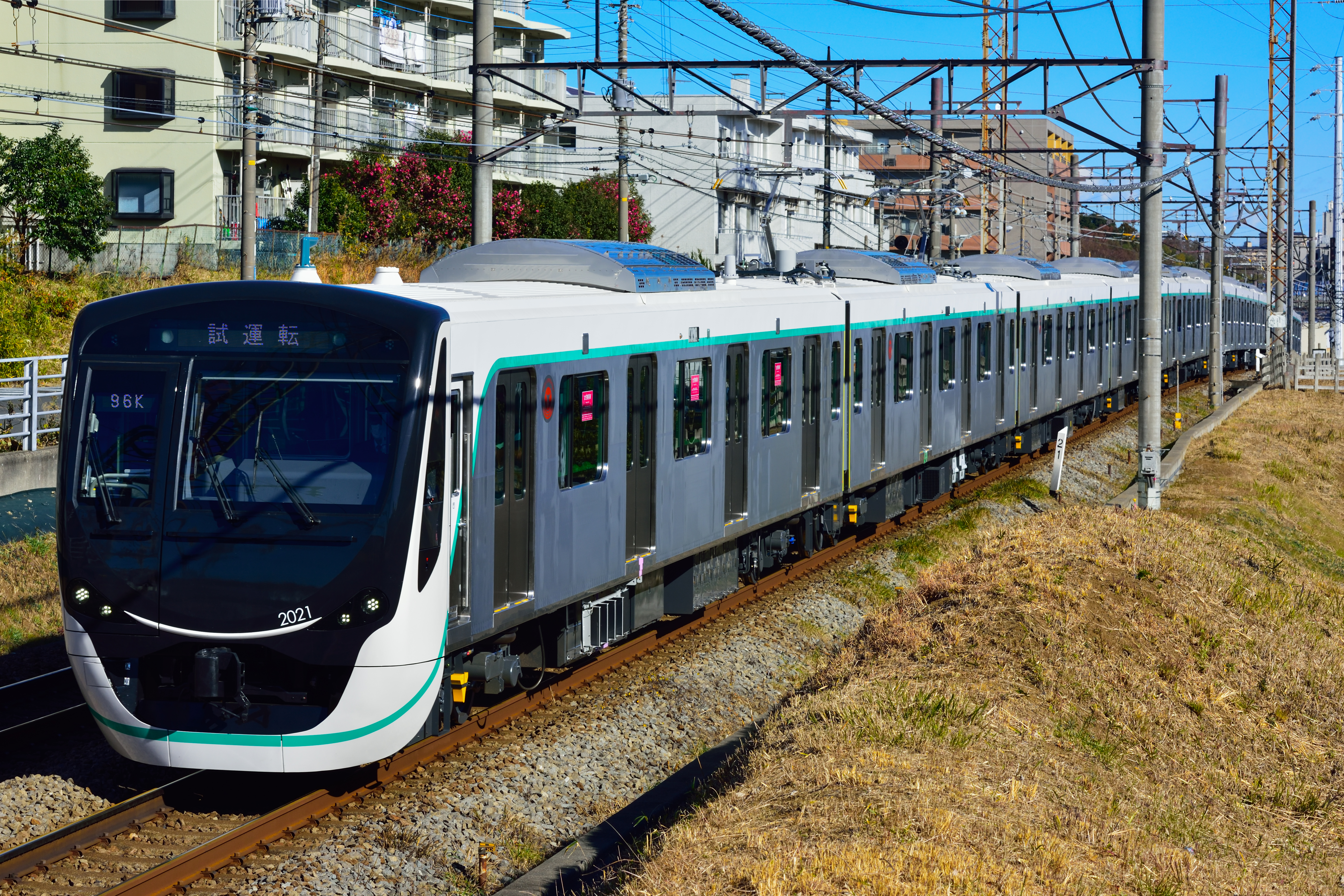
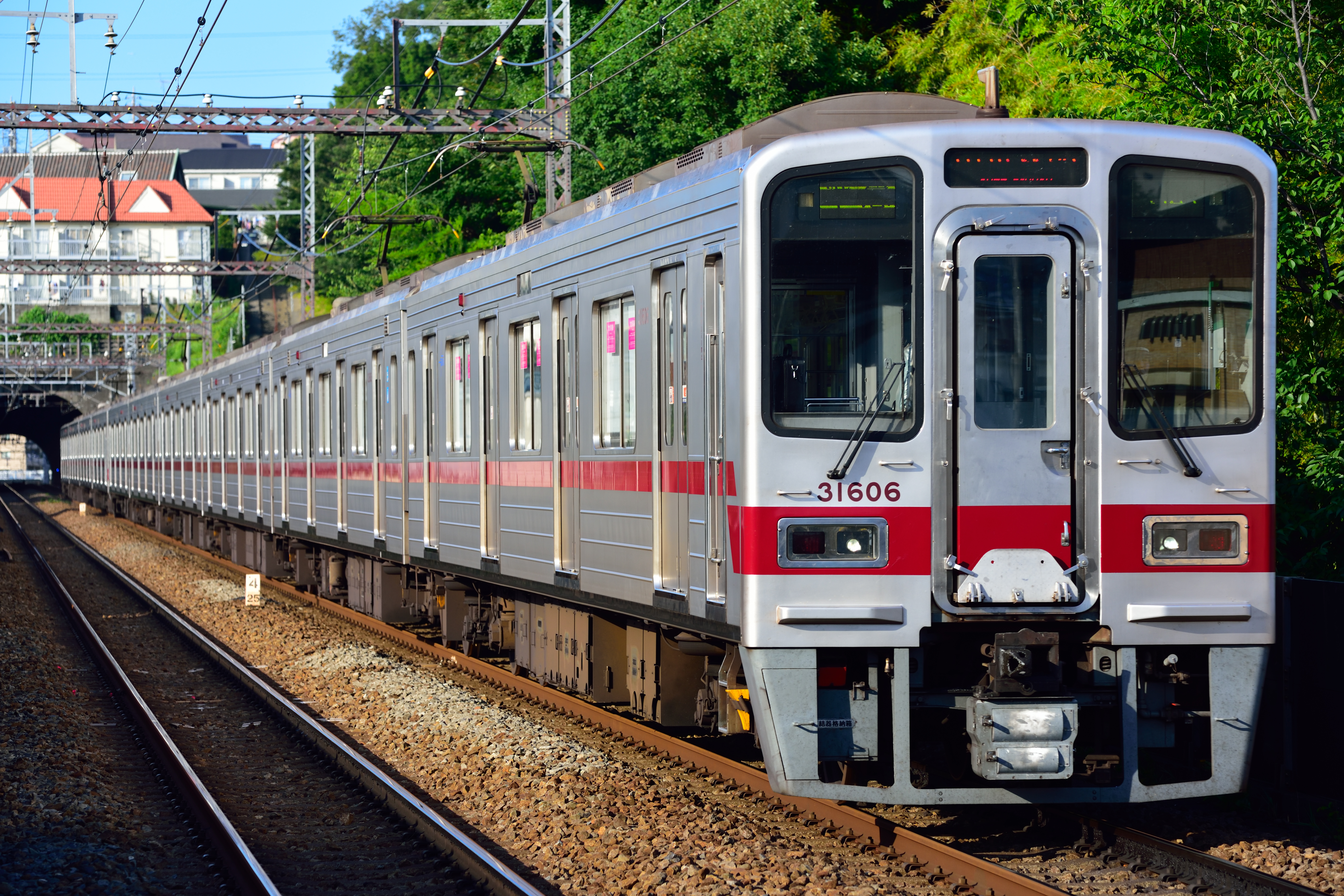
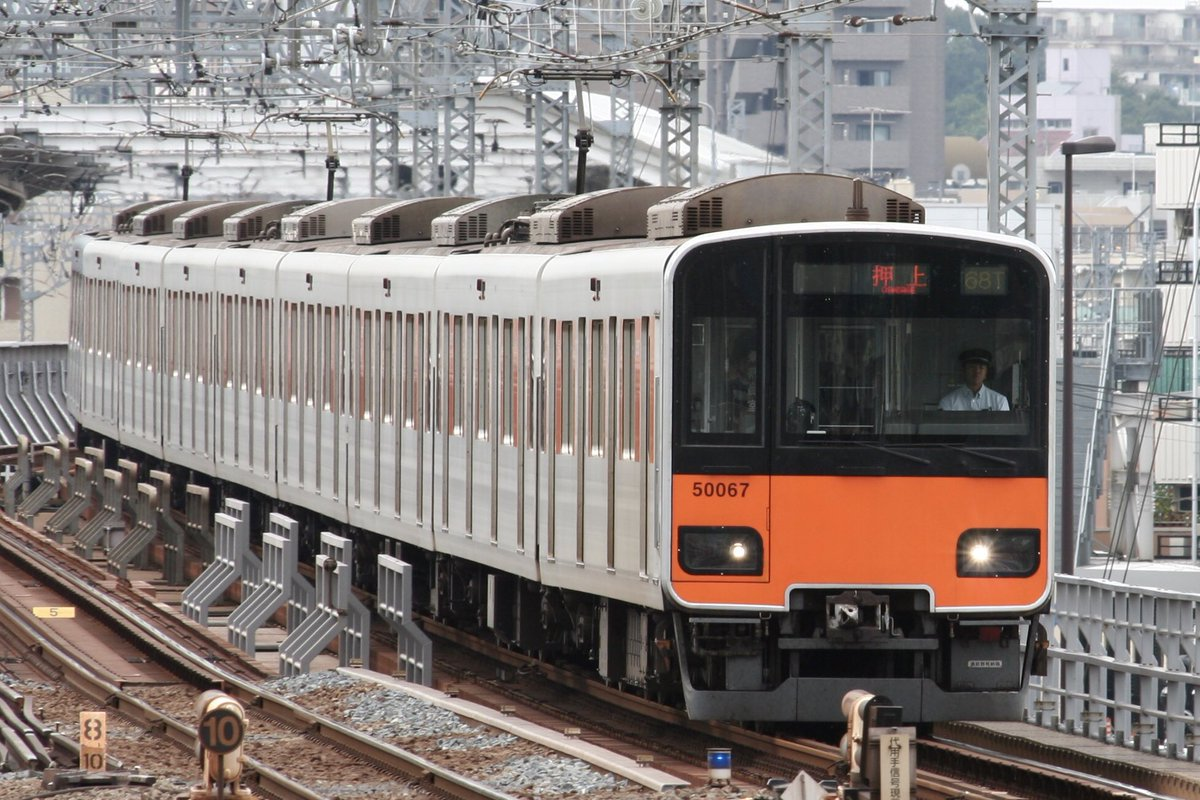